# Аниала
Аниала (англ. Annyalla; ирл. Enaigh Gheala, «белое болото», или «яркие болота») — деревня в Ирландии, находится в графстве Монахан (провинция Ольстер).
Самая крупная достопримечательность — церковь Святого Михаила, построенная в период с 1922 по 1927 год.